# Poschiavo
Poschiavo (äldre tyskt namn: Puschlav, äldre rätoromanskt namn: Puschlav) är en ort och kommun i dalen Val Poschiavo, i regionen Bernina, i den schweiziska kantonen Graubünden. Kommunen har 3 525 invånare (2023).

## Geografi
Kommunen Poschiavo består av några ytterligare byar. De största av de är San Carlo, Pedecosta och Le Prese. Det finns fler byar i Poschiavodalen men dessa ligger i kommunen Brusio.

### Natur

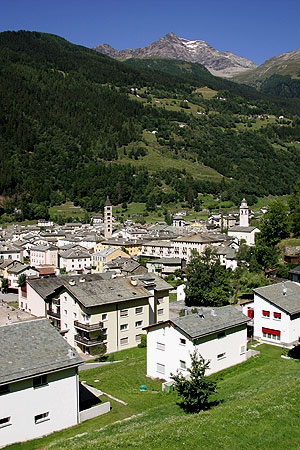
Poschiavo

Nära Poschiavo och precis intill Le Prese ligger sjön Lago di Poschiavo. Floden Poschiavino rinner igenom både Poschiavo och Le Prese.

## Befolkningsutveckling
År 1950 hade Poschiavo 4 034 invånare men antalet minskade därefter snabbt. År 1980 fanns bara ungefär 3 300 invånare. Sedan dess har invånarantalet ökat något och uppgick år 2018 till 3 516,.

## Språk
I Poschiavo (och i hela Val Poschiavo samt några andra dalar) talar man italienska. Den lokala dialekten kallas för Pus'ciavin. Även rätoromanska förekommer.

## Transport
Det enda sättet att ta sig till Poschiavo från resten av Schweiz, om man inte går till fots, är över Berninapasset på landsväg eller järnväg. Den smalspåriga RhB-banan som går in i Val Poschiavo kallas för Berninabahn och går sedan 1910 ifrån Sankt Moritz till den italienska Tirano i dalen Valtellina; år 2008 blev banan listad som världsarv. Tåget passerar bland annat Pontresina, glaciären Morteratsch, Poschiavo och Le Prese på vägen av 60km. Direkta (turist-)tåg finns från Landquart och Chur till Tirano.
Val Poschiavo, dalen där Poschiavo finns, ligger isolerad och för att kunna ta sig längre sträckor med tåg så måste man ta sig antingen till Tirano eller Pontresina.